# 三条実量
三条 実量（さんじょう さねかず）は、室町時代前期から中期にかけての公卿。右大臣・三条公冬の子。官位は従一位・左大臣。

## 官職歴
- 永享元年（1429年）以前 - 永享4年3月（1432年4月）　左近衛中将
- 永享3年（1431年） - 永享4年3月（1432年4月）　越中権守
- 永享4年3月（1432年4月） - 永享4年7月25日（1432年8月21日）　権中納言
- 永享4年7月25日（1432年8月21日） - 宝徳2年6月27日（1450年8月4日）　権大納言
- 文安4年3月24日（1447年5月8日） - 宝徳3年3月（1451年4月）　右近衛大将
- 宝徳2年6月27日（1450年8月4日） - 享徳元年10月（1452年11月）　内大臣
- 康正2年6月17日（1456年7月19日） - 康正2年9月（1456年9月）以前　右大臣
- 長禄3年12月8日（1460年1月1日） - 長禄4年7月27日（1460年8月13日）　左大臣

## 位階歴
- 永享元年8月30日（1429年9月28日）　従三位
- 永享2年正月6日（1430年1月30日）　従二位
- 永享12年正月6日（1440年2月9日）　正二位
- 享徳2年正月5日（1453年2月13日）　従一位

## 系譜
- 父：三条公冬（1391-1459）
- 母：不詳
- 妻：正親町三条実雅の娘
  - 男子：三条公敦（1439-1507）
  - 女子：三条冬子（1441-1489）
- 生母不明の子女
  - 男子：大炊御門信量（1442-1487） - 大炊御門信宗の養子
  - 男子：公顕
  - 男子：公助
  - 男子：宗一
  - 女子：水無瀬季兼室